# Бумер (Західна Вірджинія)
Бумер (англ. Boomer) — переписна місцевість (CDP) в США, в окрузі Фаєтт штату Західна Вірджинія. Населення — 599 осіб (2020).

## Географія
Бумер розташований за координатами 38°8′55″ пн. ш. 81°16′31″ зх. д. / 38.14861° пн. ш. 81.27528° зх. д. (38.148617, -81.275148).  За даними Бюро перепису населення США в 2010 році переписна місцевість мала площу 3,84 км², з яких 3,58 км² — суходіл та 0,26 км² — водойми.

## Демографія
Згідно з переписом 2010 року, у переписній місцевості мешкало 615 осіб у 279 домогосподарствах у складі 180 родин. Густота населення становила 160 осіб/км².  Було 341 помешкання (89/км²).
Расовий склад населення:
| - 85,7 % — білих - 11,9 % — чорних або афроамериканців - 0,2 % — корінних американців - 0,2 % — азіатів |

До двох чи більше рас належало 2,0 %. Частка іспаномовних становила 0,7 % від усіх жителів.
За віковим діапазоном населення розподілялося таким чином: 19,5 % — особи молодші 18 років, 57,6 % — особи у віці 18—64 років, 22,9 % — особи у віці 65 років та старші. Медіана віку мешканця становила 45,4 року. На 100 осіб жіночої статі у переписній місцевості припадало 91,0 чоловіків;  на 100 жінок у віці від 18 років та старших — 89,7 чоловіків також старших 18 років.
Середній дохід на одне домашнє господарство  становив 49 734 долари США (медіана — 43 417), а середній дохід на одну сім'ю — 56 467 доларів (медіана — 60 924). За межею бідності перебувало 1,0 % осіб, у тому числі 0,0 % дітей у віці до 18 років та 0,0 % осіб у віці 65 років та старших.
Цивільне працевлаштоване населення становило 457 осіб. Основні галузі зайнятості: роздрібна торгівля — 19,5 %, освіта, охорона здоров'я та соціальна допомога — 19,5 %, публічна адміністрація — 10,7 %, виробництво — 10,5 %.